# Aiki-jinja
Aiki-jinja (jap. 合気神社) – chram sintoistyczny (jinja) zbudowany przez Morihei Ueshibę w Iwama, poświęcony idei aikidō. Na jego terenie znajduje się dōjō (sala do ćwiczeń), którą często określa się jako Dojo w Iwama.  
Pierwsza jinja była niewielką budowlą zbudowaną w latach czterdziestych XX wieku, druga (znacznie większa), została postawiona naprzeciw pierwszej w 1962 roku. Obie zostały odnowione przez rodzinę Saitō w latach 2001–2002, za zgodą obecnego przewodniczącego (dōshū) International Aikido Federation, Moriteru Ueshiby, będącego właścicielem Aiki-jinja. Prace objęły między innymi postawienie ozdobnego ogrodzenia wokół kompleksu oraz głaz z wyrzeźbionym napisem "Aiki-jinja", zaprojektowanym przez Seiseki Abe, mistrza kaligrafii i aikidō, który był nauczycielem kaligrafii Morihei'a Ueshiby i nauczycielem shihana Hitohiro Saitō.
Każdego 14 dnia miesiąca rodzina Saitō gościła dōshū, odprawiano ceremonię religijną w Aiki-jinja (Tsukinamisai). Później w starym dōjō odbywało się przyjęcie dla uchideshi (stacjonarnych uczniów) i rodziny Saitō. 
Corocznie 29 kwietnia odbywa się ceremonia religijna, odprawiana przez kapłanów Ōmoto, dla uczczenia pamięci Morihei Ueshiby, który zmarł 29 kwietnia 1969 roku.
Przez lata, rodzina Saitō rozwinęła to wydarzenie w wielki dzień dla niewielkiego miasta, jakim jest Iwama, oraz dla aikidō. Aby w nim uczestniczyć, do Iwama przybywają setki gości, w tym niektórzy uczniowie ō-sensei'a oraz inni wielcy i sławni mistrzowie aikidō. Ceremonia religijna ma miejsce w chramie, towarzyszy jej tradycyjna muzyka. Następnie odbywa się niewielki rytualny pokaz aikidō. Na zakończenie goście są zapraszani na wspólny posiłek na terenie dōjō.